# شان بنان
شان بنان (rumpa؛ زادهٔ ۷ آوریل ۱۹۸۵) بازیگر، موسیقی‌دان، بازیگر سینما و خواننده اهل ایران و ساکن سوئد است.